# Ivan Ivanovici Mejlauk
Ivan Ivanovici Mejlauk (în rusă Иван Иванович Межлаук, în letonă Jānis Mežlauks, în ucraineană Межлаук Іван Іванович; n. 12 octombrie 1891, Harkov, gubernia Harkov⁠(d), Imperiul Rus – d. 25 aprilie 1938, Kommunarka shooting ground⁠(d), RSFS Rusă, URSS) a fost un politician și om de stat sovietic care a servit ca prim secretar general al Partidului Comunist al RSS Turkmene, precum și primul său președinte.

## Biografie
Ivan Mejlauk s-a născut în Harkov (Ucraina modernă), în Guvernoratul Harkov al Imperiului Rus la 30 septembrie 1891. Era de etnie letonă. S-a alăturat partidului bolșevic în 1918 și a servit în Armata Roșie în timpul Războiului Civil Rus. A fost președinte din 19 noiembrie 1924 până în septembrie 1925, când a fost înlocuit cu Halmurad Sahatmuradov. Mandatul său de secretar general a durat mai mult. Mejlauk a slujit din 1924 până în 1926, fiind înlocuit de Șaimardan Ibragimov.
Din 1930 până în 1933 Mejlauk a lucrat în sistemul de planificare economică sovietică, servind o vreme ca secretar al Consiliului Muncii și Apărării.
Ivan Mejlauk a fost fratele mai mare al planificatorului economic sovietic Valeriu Mejlauk, șeful Gosplan din 1934 până în 1937. Ambii frați au fost arestați în timpul Marii Epurări din 1937-1938 și s-au numărat printre cei care au fost executați. Ivan Mejlauk a fost arestat la 3 decembrie 1937, condamnat la moarte la 25 aprilie 1938 și împușcat în aceeași zi.